# انجمن روان‌شناسی ایران
انجمن روان‌شناسی ایران (Iranian Psychological Association) یکی انجمن‌های علمی ایران در علوم انسانی است که در راستای گسترش دانش روان‌شناسی در ایران، ۱۶ آبان ۱۳۴۷ افتتاح و در تاریخ ۳۰ شهریور ۱۳۷۴ به شماره ۸۶۶۱ ثبت شد.

## بنیانگذاران
دکتر علی شریعتمداری، دکتر سعید شاملو، دکتر محمد نقی براهنی، دکتر حبیب‌الله قاسم‌زاده، دکتر حسن احدی، دکتر رضا زمانی، دکتر کیانوش هاشمیان، دکتر محمود ایروانی، دکتر محمود دژکام، دکتر محمود میناکاری، دکتر حسین شکرکن، دکتر ابوالقاسم نوری، دکتر علیرضا جزایری، دکتر سیما فردوسی، دکتر مهرداد کلانتری

## هیئت علمی

### اعضاء اولین هیات مدیره
| رئیس           | نایب رئیس      |
| -------------- | -------------- |
| دکترسعید شاملو | دکتر رضا زمانی |

### اعضاء دومین هیات مدیره
| رئیس           | نایب رئیس      |
| -------------- | -------------- |
| دکترسعید شاملو | دکتر رضا زمانی |

### اعضاء سومین هیات مدیره
| رئیس             | نایب رئیس         |
| ---------------- | ----------------- |
| دکتر بهروز بیرشک | دکتر شهریار شهیدی |

### اعضاء چهارمین هیات مدیره
| رئیس                | نایب رئیس           |
| ------------------- | ------------------- |
| دکتر علی شریعتمداری | دکتر محمدحسین سروری |

### اعضاء پنجمین هیات مدیره
| رئیس                | نایب رئیس            |
| ------------------- | -------------------- |
| دکتر محمود میناکاری | دکتر مهرناز شهر آرای |

### اعضاء ششمین هیات مدیره
| رئیس           | نایب رئیس            |
| -------------- | -------------------- |
| دکتر رضا زمانی | دکتر مهرناز شهر آرای |

### اعضاء هفتمین هیات مدیره
| رئیس           | نایب رئیس       |
| -------------- | --------------- |
| دکتر رضا زمانی | دکتر حسین شکرکن |

### اعضاء هشتمین هیات مدیره
| رئیس                 | نایب رئیس         |
| -------------------- | ----------------- |
| دکتر شیوا دولت آبادی | دکتر فرشته موتابی |

### اعضاء نهمین هیات مدیره
| رئیس                 | نایب رئیس     |
| -------------------- | ------------- |
| دکتر شیوا دولت آبادی | دکتر لادن فتی |

### اعضاء دهمین هیات مدیره
| رئیس           | نایب رئیس            |
| -------------- | -------------------- |
| دکتر رضا زمانی | دکتر شیوا دولت آبادی |

### اعضاء یازدهمین هیات مدیره
| رئیس               | نایب رئیس        |
| ------------------ | ---------------- |
| دکتر حمید پورشریفی | دکتر حمید یعقوبی |